# Вторичное использование (искусство)
Вторичное использование (англ. upcycling) — творческое преобразование отходов в предметы искусства, бытовые изделия, аксессуары, одежду или продукты. В отличие от вторичной переработки, не требует дополнительных производственных затрат на переработку. Задачами вторичного использования являются привлечение внимания общественности к вопросам экологии, уменьшение количества мусора и воспитание культуры ответственного потребления.
Идея вторичного использования объединяет между собой множество модных направлений в искусстве, а также техник рукоделия. Сюда можно отнести арт-пластик, плетение из газетных трубочек, кинусайгу, лоскутное шитьё и другие. Каждое созданное изделие за счёт разнородности исходного материала получается уникальным. Большую популярность вторичное использование получило в Европе, где существуют даже специальные магазины таких вещей.
В 2019 году Кембриджский словарь признал слово (англ. upcycling) словом года.

## Близкие понятия
Существует также несколько близких по значению терминов:
- ресайклинг — переработка, при которой непригодные для использования вещи, проходя через специальное оборудование, становятся сырьем для новой вещи.
- даунсайклинг — вид ресайклинга; старые вещи измельчаются, и используются для набивки курток, мебели, игрушек и т. д.
- фрисайклинг — обмен вещами вместо покупки новых.